# Episodi di Search Party (prima stagione)
La prima stagione della serie televisiva Search Party, composta da 10 episodi, è stata trasmessa negli Stati Uniti d'America, da TBS, dal 21 al 25 novembre 2016.
In Italia, la stagione è stata interamente pubblicata il 1º maggio 2018 su Vodafone TV.
| nº | Titolo originale                                     | Titolo italiano                                 | Prima TV USA     | Pubblicazione Italia |
| -- | ---------------------------------------------------- | ----------------------------------------------- | ---------------- | -------------------- |
| 1  | The Mysterious Disappearance of The Girl No One Knew | La misteriosa scomparsa di Chantal Witherbottom | 21 novembre 2016 | 1º maggio 2018       |
| 2  | The Woman Who Knew Too Much                          | La donna che sapeva troppo                      | 21 novembre 2016 | 1º maggio 2018       |
| 3  | The Night of One Hundred Candles                     | La veglia                                       | 22 novembre 2016 | 1º maggio 2018       |
| 4  | The Captive Dinner Guest                             | L'ospite prigioniero                            | 22 novembre 2016 | 1º maggio 2018       |
| 5  | The Mystery of the Golden Charm                      | Indagine a due                                  | 23 novembre 2016 | 1º maggio 2018       |
| 6  | The Secret of the Sinister Ceremony                  | La setta                                        | 23 novembre 2016 | 1º maggio 2018       |
| 7  | The Riddle Within the Trash                          | L'enigma nella spazzatura                       | 24 novembre 2016 | 1º maggio 2018       |
| 8  | The Return of the Forgotten Phantom                  | Il ritorno del fantasma dimenticato             | 24 novembre 2016 | 1º maggio 2018       |
| 9  | Password to the Shadows                              | Il ricatto                                      | 25 novembre 2016 | 1º maggio 2018       |
| 10 | The House of Uncanny Truths                          | L'altra verità                                  | 25 novembre 2016 | 1º maggio 2018       |